# Margaret Brenda Vertue
Margaret Brenda Vertue, née en avril 1951 à Kimberley (Afrique du Sud), est l'évêque anglican du diocèse de False Bay.
Appartenant à l'Anglican Church of Southern Africa (Église de la Province d'Afrique du Sud, une des provinces anglicanes), elle est la deuxième femme élue évêque anglican en Afrique, depuis 2012 ; la première a été, la même année, Ellinah Wamukoya.

## Biographie
Après ses études (Kimberley, Grahamstown et université de Stellenbosch) et en Europe (St. Beuno's, en Galles du Nord), Margaret Vertue a été une des premières femmes ordonnées prêtre par l'archevêque Desmond Tutu en septembre 1992 au Cap.
Élue évêque de False Bay le 3 octobre 2012,,,, elle a été consacrée le 19 janvier 2013.